# Josephine Veasey
Josephine Veasey (Peckham, Inglaterra, 10 de julio de 1930 - 22 de febrero de 2022) fue una mezzosoprano dramática inglesa asociada con las óperas de Berlioz, Mozart, Strauss y Wagner. 

## Carrera artística
Debutó en 1953, perteneció al elenco de Glyndebourne, el Covent Garden de Londres y actuó - entre otros- en la Ópera de París, Festival de Aix-en-Provence, La Scala, Ópera Estatal de Viena , Festival de Salzburgo, Metropolitan Opera, Ópera de San Francisco, retirándose del escenario en 1982 como Herodías en Salomé de Richard Strauss.
Sus principales personajes han sido mozartianos, bellinianos y verdianos: Cherubino en Le nozze di Figaro, Dorabella de Così fan tutte, Marina de Boris Godunov, Preziosilla de La forza del destino, Eboli de Don Carlo, Amneris de Aïda, Carmen de Carmen, Charlotte de Werther, Octavian de El caballero de la rosa y posteriormente papeles wagnerianos y berliozianos de mayor peso vocal como Waltraute de La valquiria, Fricka de Sigfrido, Brangäne de Tristán e Isolda, Venus de Tannhäuser, Kundry de Lohengrin, Dido de Dido y Eneas, Casandra de Les Troyens, o Marguerite de La damnation de Faust. 
En repertorio italiano belcantista actuó en Beatrice di Tenda junto a Joan Sutherland y Luciano Pavarotti y como Adalgisa en las célebres representaciones de Norma en 1974 en el Théâtre Antique d'Orange junto a Montserrat Caballé y Jon Vickers. En Londres grabó el Réquiem de Verdi dirigido por Leonard Bernstein junto a Martina Arroyo y Plácido Domingo, más tarde Herbert von Karajan la requirió para Fricka en la integral de El anillo del nibelungo junto a Dietrich Fischer-Dieskau, Thomas Stewart y Régine Crespin.
Participó en estrenos de óperas de Britten, Tippett y Henze y fue favorita de directores como Sir Colin Davis, especialmente en su revaloración de Berlioz, y Georg Solti.

## Discografía de referencia
- Bellini: Beatrice Di Tenda / Bonynge, Sutherland, Pavarotti
- Bellini: Norma / Patané, Caballé, Vickers
- Berlioz: La Damnation de Faust / Davis
- Berlioz: Les Troyens / Davis, Vickers
- Verdi: Requiem / Bernstein, London S. O.
- Wagner: Das Rheingold / Karajan
- Wagner: Die Walküre / Karajan